# 神戶文學館

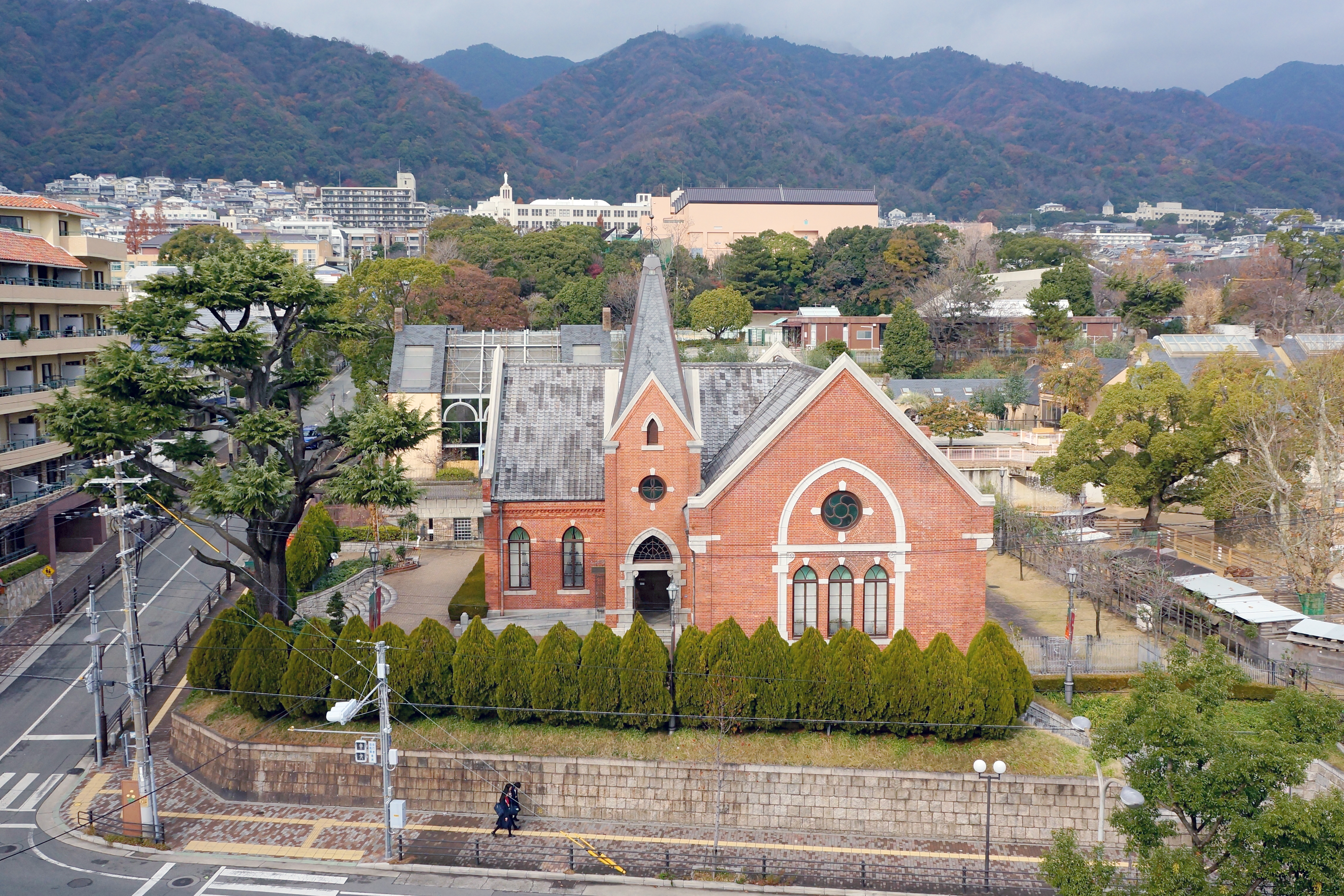
神戶文學館

神戶文学館（日语：／）是位於日本兵庫縣神戶市灘區的一座近代文學館。

## 历史
神戶文學館是1995年1月17日發生阪神淡路大地震之後，神戶市為了促進文藝復興而制定的「文化創生都市推進計劃」的一部分。於2006年12月4日開館。主要展示在近代活躍，和神戶有關的小说家、詩人、文學家41人的原稿和用品等物品。建築修建於1904年，當時是關西學院最早的小聖堂。之後曾是神戶市立王子圖書館、王子市民畫廊。是日本的登録有形文化財。

## 外部連結
- 神戸文学館 （页面存档备份，存于）